# David Aboudirham
David ben Joseph Aboudirham (hébreu : דוד בר' יוסף אַבּוּדִרְהַם), souvent appelé erronément Aboudraham, est un rabbin médiéval séfarade du XIVe siècle, auteur d’un commentaire sur la liturgie communément dénommé Sefer Aboudraham.

## Éléments biographiques
David Aboudirham (var. Aboudarham, Aboudrahim) a vécu à Séville dans la première moitié  du XIVe siècle. Son patronyme (Abou dirham) semble indiquer que sa famille s’adonnait au commerce ou au fermage d’impôts.
Il serait, selon Haïm Joseph David Azoulay, un disciple de Jacob ben Asher, l’auteur de l’Arbaa Tourim mais cet ouvrage n’est jamais cité dans le Sefer Aboudraham alors que des responsa de son père Asher ben Yehiel le sont in extenso. De plus, il ne gratifie Jacob ben Asher d’aucun épithète particulier et n’hésite pas à le contredire. Il semblerait donc avoir été l’un de ses compagnons d’études, fréquentant abondamment la maison d’Asher ben Yehiel et puisant aux mêmes sources.

## Le Sefer Aboudraham
Le Sefer Aboudraham, composé sous le titre de Hibbour peroush haberakhot vehatefilot (« cahier de commentaire des bénédictions et des prières »), est un commentaire sur le rite, couvrant l’ensemble des prières, bénédictions et passages liturgiques que le fidèle est amené à réciter quotidiennement ou dans des situations particulières. 
L’auteur explique dans sa préfacé l’avoir rédigé pour corriger l’indigence de ses contemporains en matière de liturgie. Se présentant avec insistance comme un compilateur dénué de toute originalité, il indique s’être servi des Talmuds de Jérusalem et de Babylone, de la littérature gaonique et des écrits médiévaux qui lui étaient accessibles.    
Trois sections consacrées à la lecture du shema lors des offices matinaux et vespéraux, aux fondements de la prière quotidienne et aux bénédictions récitées avant l’accomplissement des prescriptions, servent de préalable au commentaire. Il commence donc avec la lecture du shema au pied du lit, poursuivant avec l’ordre du rituel séfarade lors des jours profanes puis lors du chabbat et des fêtes juives. Il aborde ensuite l’ordre des lectures bibliques, les dates auxquelles les fêtes peuvent et ne peuvent pas avoir lieu, les saisons de l’année juive, les lois sur les bénédictions dites de jouissance, diverses occurrences particulières (fiançailles et mariage, deuil, pose de la mezouza lors de l’inauguration d’une nouvelle maison etc.) et conclut par un exposé sur le calendrier en usage chez les Juifs.
Pour chacun des points discutés, l’auteur vise l’exhaustivité tant dans les concepts sous-tendant chaque formule ou geste liturgiques que dans les détails de leur formulation. Il commente ainsi les passages de la Mishna, du Talmud et du Midrash lus lors de l’office du matin ou avant le chabbat, et se sert du Malmad hatalmidim de Jacob Anatoli pour expliquer une bénédiction préliminaire aux versets de louange ou d’un fascicule médical (vraisemblablement tiré du commentaire de Sabbataï Donnolo au Sefer Yetsira) pour illustrer la bénédiction consécutive à l’accomplissement de besoins hygiéniques.
Dans son élucidation des rites et coutumes particulières à telle ou telle communauté, il s’appuie principalement sur le Sefer HaManhig d’Abraham de Lunel et le Sefer Haminhagot d’Asher de Lunel mais il s’en distancie par moments, notamment sur de coutumes qu’il juge d’origine superstitieuse comme la vérification de l'ombre à Hoshanna Rabba. Il cite aussi des décisionnaires ashkénazes dont Isaac Halevi et Meïr de Rothenburg ainsi que des documents rares ou disparus depuis. 
Le Sefer Aboudraham est considéré comme le premier commentaire d’importance sur la liturgie, ainsi qu’en témoignent ses nombreuses rééditions. L'une d'elles comprend, sous le nom de Tashloum Aboudraham, un commentaire de l’auteur sur nombre de pièces liturgiques de Yom Kippour, alors qu’il n’en avait analysé que deux dans son grand-œuvre.